# 沙沃洛
沙沃洛（法語：Chavelot，法語發音：[ʃavlo] ⓘ）是法国大东部大区孚日省的一个市镇，位于该省中部，省会埃皮纳勒市区以东，属于埃皮纳勒区和埃皮纳勒城市圈公共社区。

## 地理
沙沃洛（48°14'14"N, 6°26'13"E）面积6.16 平方千米，位于法国大東部大區孚日省，该省份为法国东北部内陆省份，北起默兹省和默尔特-摩泽尔省，西接上马恩省，南至上索恩省和贝尔福地区省，东临上莱茵省和下莱茵省。
与沙沃洛接壤的市镇（或旧市镇、城区）包括：塔翁莱孚日、多涅维尔、阿维耶尔河畔多梅夫尔、戈尔贝。

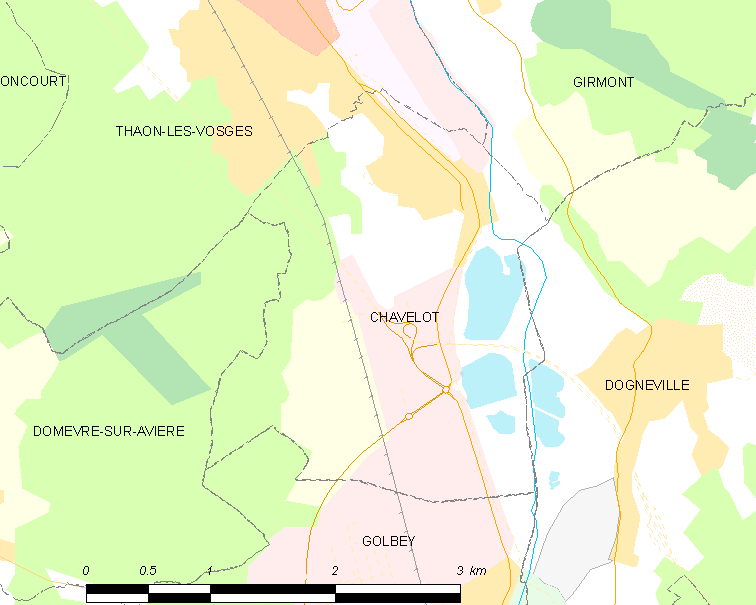
沙沃洛的OSM定位图

沙沃洛的时区为UTC+01:00、UTC+02:00（夏令时）。

## 行政
沙沃洛的邮政编码为88150，INSEE市镇编码为88099。

## 政治
沙沃洛所属的省级选区为戈尔贝县。

## 人口

1962-2008年间沙沃洛人口变化图示

沙沃洛于2022年1月1日时的人口数量为1372人。